# Primavera
Primavera là một đô thị thuộc bang Pará, Brasil. Đô thị này có diện tích 258,598 km², dân số năm 2007 là 10469 người, mật độ 40,48 người/km².